# Departementalisatie
Nadat de taken in een organisatiestructuur opgedeeld zijn via taakspecialisatie, moeten identieke of verwante deeltaken, die complementair zijn, samengevoegd worden omwille van de coördinatie. Dit samenvoegen wordt aangeduid met de term departementalisatie. Departementalisatie kan op verschillende manieren worden doorgevoerd. In deze tekst worden enkel de belangrijkste manieren opgesomd.
Men onderscheidt interne differentiatie en interne specialisatie. Bij interne differentiatie worden de functies in een organisatie gegroepeerd tot eenheden op basis van de fase of aard van de werkzaamheden in het productieproces. Het resultaat hiervan is dat de organisatie ingedeeld wordt naar proces of functie.
In het andere geval wordt de indeling gemaakt op basis van de te leveren output. Met betrekking tot de output kunnen verschillende categorieën onderscheiden worden, op basis waarvan een indeling in de organisatie wordt gemaakt gaande van de producten of diensten die de organisatie zelf biedt, de klanten of marktsegmenten waarop de organisatie zich richt tot de geografische gebieden waar de organisatie werkzaam is of levert.
Hieraan kan nog een derde soort van departementalisering toegevoegd worden: tijdelijke differentiatie of specialisatie op basis van projecten. Departementen kunnen ook tijdelijk of voor een bepaalde duur worden gedifferentieerd of gespecialiseerd. Er zijn organisaties die enkel uit projecten bestaan. Deze organisaties worden projectorganisaties genoemd.
Er zijn bijgevolg zes criteria voor de opdeling van een organisatie in departementen. Elk criteria wordt verduidelijkt aan de hand van een voorbeeld. Een organisatie is opgedeeld in functionele departementen wanneer de productie, het beheer en de ontwikkeling van menselijk potentieel, de boekhouding, de verkoop, de financiën, ... in aparte afdelingen opgezet worden.
Departementen op basis van het soort product in een bedrijf dat petroleum produceert zijn bijvoorbeeld brandstof, smeerolie en chemicaliën. Elk van die drie productgebieden staat dan onder de leiding van een andere verantwoordelijke. Departementalisatie naar proces gebeurt wanneer de departementen gegroepeerd worden op basis van de stappen in het productieproces. In een aluminiumbuizenfabriek is hier sprake van wanneer de productie georganiseerd is in volgende afdelingen: gieten, persen, vormen, afwerken , inspectie, pakken en verzenden. Wanneer een organisatie klanten heeft over een groot gebied kan het efficiënt zijn om de productie over verschillende regio’s te verspreiden. Een verkoopfunctie heeft bijvoorbeeld regio’s in het zuiden, centrum en oosten van het land. Ten vijfde kan men de afdelingen opdelen naar type klant. De idee hierachter is dat de indeling naar klanttype is dat klanten van elke afdeling gemeenschappelijke behoeften en problemen hebben die het beste aangepakt worden door specialisten. Een voorbeeld hiervan is een papierhandel die haar verkoopactiviteiten opsplitst in drie afdelingen: groothandel, papierhandel en overheid. Ten slotte kan men departementen voor een bepaalde duur oprichten. Prototype hiervan vindt men in de bouwsector. Daar beperken aannemers zich tot een klein aantal grote projecten. Elke manier om taken en organisaties te groeperen heeft zijn voor- en nadelen.